# Marie Rose Molas y Vallvé
 (décembre 2022).
Si vous disposez d'ouvrages ou d'articles de référence ou si vous connaissez des sites web de qualité traitant du thème abordé ici, merci de compléter l'article en donnant les références utiles à sa vérifiabilité et en les liant à la section « Notes et références ».
Marie Rose Molas y Vallvé (Reus, 24 mars 1815 - Tortosa, 11 juin 1876) est une religieuse espagnole fondatrice des sœurs de Notre-Dame de la Consolation et reconnue sainte par l'Église catholique.

## Biographie
Elle naît le Jeudi saint 24 mars 1815 à Reus, on lui donne les prénoms de Rosa Francisca María de los Dolores ; à la maison, on l'appellera toujours Dolorès ou avec le diminutif catalan de Doloretes. Sa mère, María Vallvé, a eu deux enfants d'un premier mariage (Antón  y  María) et deux autres avec José Molas, son deuxième mari, dont Dolores. Elle étudie à Reus et instruite dans la foi chrétienne par ses parents qui sont très religieux. 
À 16 ans, Dolores désire se consacrer à Dieu mais son père refuse, elle attend dix ans et se rend en 1841 à l'hôpital de Reus pour se faire religieuse où elle reçoit le nom de sœur Marie Rose et se voit confier une classe de filles. Le 11 juin 1844, elle demande au général Martín Zurbano de faire cesser les bombardements sur Reus, ce qu'il accepte. Le 18 mars 1849, elle dirige la maison de Miséricorde de Tortosa avec quatre sœurs, elles améliorent les conditions des malades et ouvrent une école gratuite.
C'est là qu'elle découvre que sa communauté n'a jamais reçu l'approbation ecclésiastique. Pour remédier à cette situation, elle fonde le 14 mars 1857 la congrégation des sœurs de Notre-Dame de la Consolation. Elle meurt le 11 juin 1876 à 61 ans.

## Canonisation

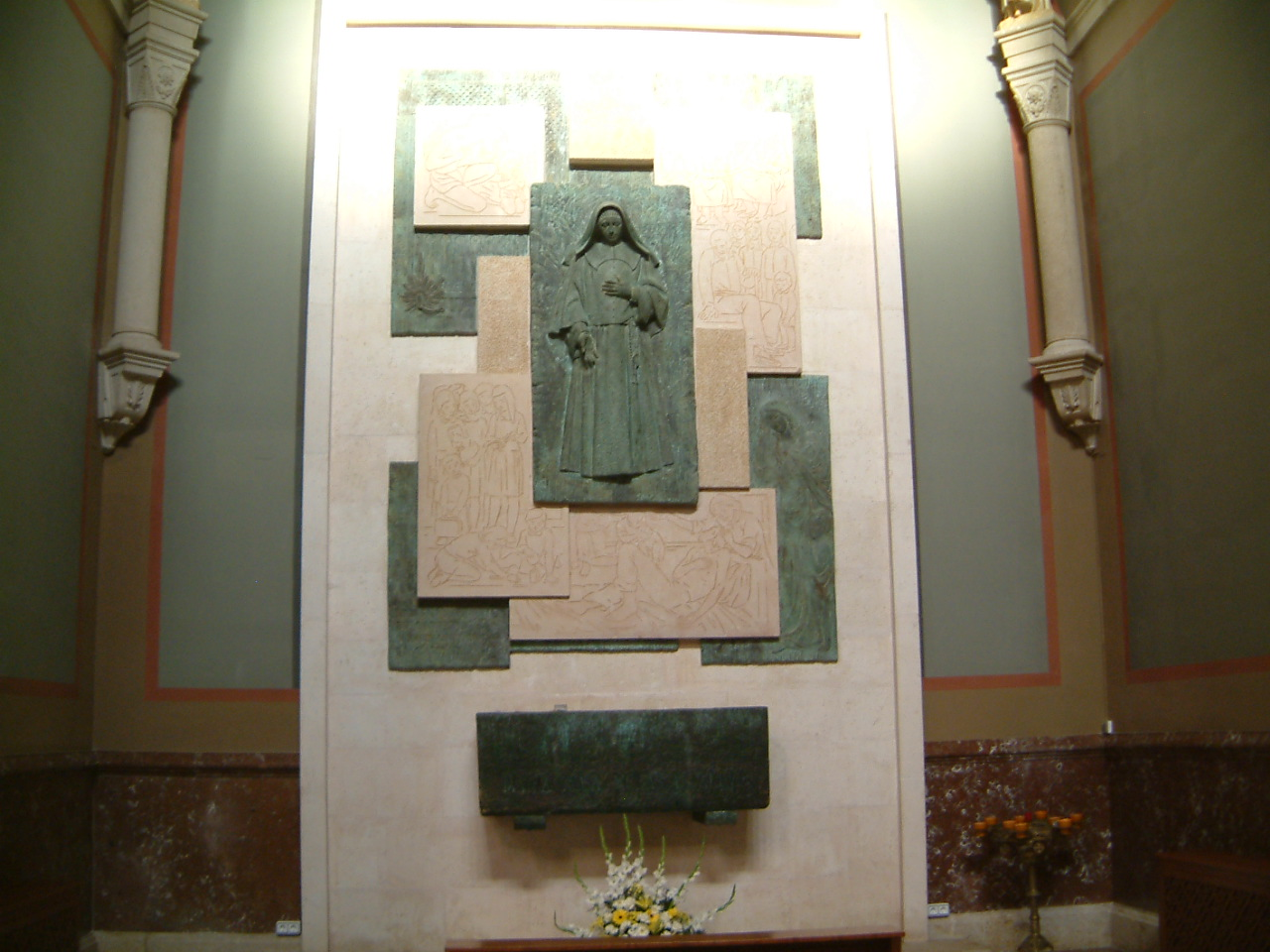
Retable-tombeau à la maison mère de la congrégation à Tortosa.

Elle est béatifiée le 8 mai 1977 par Paul VI et canonisée par Jean Paul II le 11 décembre 1988.